# Ана Цимер
Ана Цимер (1906—1967) била је лекарка рођена у Араду у Трансилванији.
Пре Другог светског рата, као лекарка радила је у Сегедину као асистенткиња Алберта Сент Ђерђија, проналазача Ц витамина и добитника Нобелове награде за медицину 1937. године. У том периоду објављивала је научне радове у стручним часописима, али је исто тако проучавала и сакупљала податке о народном лечењу.
Преселила се у Нови Сад 1943. године, а затим, одмах после ослобођења, започиње лекарску каријеру прво у болници на Венцу, а затим и Диспанзеру за плућне болести у Мајевичкој улици, где је била на челу бактериолошког одељења. Од 1950. године, услед болести, била је готово сасвим парализована, али је ипак успевала да одлази на посао, не пропуштајући своје обавезе које су подразумевале коришћење микроскопа.
Поред њеног доприноса у научним сферама, значајан је и њен преводилачки рад. Са француског је превела новеле Марсела Емеа и Малог принца Сент Егзиперија. У Новом Саду је научила српски језик тако да је могла да прати савремену књижевну продукцију на мађарском, румунском и српском језику. Своје књижевне и радове из етнологије објављивала је у часописима „Лумина”, „Хид”, омладинским часописима, а познат је био и „књижевни салон” у њеном стану кроз који су лично или кроз преписку прошле многе значајне личности мађарске књижевности. Међу њима је била и Ержебет Берчек.
Њене преписка са многим личностима мађарске културе у Војводини и северно од ње, укључујући и писма Сент Ђерђија, спаљена су према Аниној изричитој жељи. Умрла је у 61. години и сахрањена је на новосадском Католичком гробљу.